# نگین عبدالملکی
نگین عبدالملکی (زادهٔ قروه کردستان – درگذشتهٔ ۲۰ مهر ۱۴۰۱ همدان)، دانشجوی ۲۱ سالهٔ رشته مهندسی پزشکی در دانشگاه صنعتی همدان بود که ۲۰ مهر ۱۴۰۱ و در جریان خیزش ۱۴۰۱ ایران بر اثر ضربات باتون به سر و جمجمه کشته شد. او در شهر همدان بر اثر ضربات باتوم دچار خونریزی شده و پس از بازگشت به خوابگاه دانشجویی جانش را از دست داد.

## تهدید حکومتی
بنا به گزارشی، نیروهای حراست به همراه تعدادی از نیروهای امنیتی فوراً به خوابگاه دانشجویان صنعتی همدان، هجوم برده و شروع به تهدید دانشجویانی کردند که از چگونگی مرگ نگین، مطلع بودند. همچنین خانواده عبدالملکی را از شهرستان قروه به همدان فراخواندند و هم خانواده و هم دانشجویان مطلع را تهدید کردند که باید عامل مرگ نگین عبدالملکی، خوردن کنسرو ماهی تاریخ مصرف گذشته، اعلام شود.

## تجمع اعتراضی دانشجویی
در اعتراض به کشته‌شدن نگین عبدالملکی، دانشجویان در دانشگاه همدان، تجمع اعتراضی برگزار کردند.

## ادعای حکومت جمهوری اسلامی
حسن خانجانی، دادستان همدان ۲ آبان ۱۴۰۱ اعلام کرد فوت نگین عبدالملکی بر اثر «مسمومیت با مشروبات الکلی» در یک باغ بوده و آثار ضرب و جرح در بدن وی وجود ندارد. حسن رضانیا، معاون سیاسی و امنیتی استاندار همدان ۳ آبان ۱۴۰۱ در جمع خبرنگاران اعلام کرد مرگ دانشجوی دانشگاه صنعتی این شهر ارتباطی به ناآرامی‌های اخیر ندارد و پرونده این فرد «جنایی» است.
اساساً مسئولان حکومت جمهوری اسلامی دلیل کشته‌شدن معترضان را خودکشی، بیماری زمینه‌ای، گاز گرفتن سگ و حتی شلیک معترضان به یکدیگر اعلام می‌کنند.